# Драховце
Драховце (слч. Drahovce) насељено је мјесто са административним статусом сеоске општине (слч. obec) у округу Пјештјани, у Трнавском крају, Словачка Република.

## Становништво
| Година:    | 1994. | 2004.   | 2014.   | 2024.   |
| ---------- | ----- | ------- | ------- | ------- |
| Број људи: | 2478  | 2564    | 2561    | 2592    |
| Разлика:   |       | +3,47 % | -0,11 % | +1,21 % |

| Година:    | 2023. | 2024.   |
| ---------- | ----- | ------- |
| Број људи: | 2610  | 2592    |
| Разлика:   |       | -0,68 % |

Према подацима о броју становника из 2024. године насеље је имало 2592 становника.